# Амичи, Джованни Баттиста
Джованни Баттиста Ами́чи (итал. Giovanni Battista Amici; 25 марта 1786, Модена — 10 апреля 1863, Флоренция) — итальянский астроном, оптик и ботаник.

## Биография
Получил инженерное образование в Болонье, после чего стал профессором кафедры математики университета в Модене. В 1831 году был назначен генеральным инспектором училищ великого герцогства Тосканского, а спустя несколько лет великий герцог Леопольд II назначил его директором астрономической обсерватории «La Specola» во Флоренции.
В последние годы жизни работал профессором астрономии в Музее физики и природной истории.
Был женат на Терезе Таманини, от брака с которой имел трёх дочерей.

## Научная деятельность
Известен как конструктор оптических приборов — микроскопов и телескопов. Вскоре после 1800 года построил зеркальный телескоп с фокусным расстояние в 2,2 метра. Впоследствии им изготовлена зрительная труба, имевшая 30 сантиметров в поперечнике и 6,5 длины. Усовершенствовал микроскоп, изобрёл иммерсионный объектив микроскопа (1827), спектроскоп прямого видения, главным новшеством которого стала изобретённая и названная в его честь «Призма прямого видения Амичи». Также изобрёл другую призму — изламывающую оптическую ось на 90 градусов, но при этом сохраняющую конгруэнтность изображения: прямоугольная призма с крышей. Она имеет современное обозначение как «АкР-90°». Как астроном вел наблюдения двойных звезд, спутников Юпитера, проводил измерения полярного и экваториального поперечников Солнца.

Призма Амичи

Как ботаник описал движение протоплазмы (в клетках харовых водорослей), первым наблюдал пыльцевую трубку (1823), «зародышевый пузырёк» (яйцеклетку) и высказал правильное предположение о развитии его в зародыш под влиянием оплодотворяющего начала, привнесённого пыльцевой трубкой (1843).

## Награды
- Кавалер ордена Святого Иосифа
- Кавалер ордена Святых Маврикия и Лазаря

## Память
В его честь названы кратер на Луне и астероид № 3809.

## Публикации
- Osservazioni microscopiche sopra varie plante, «Mémoire di matematica e di fisica della Società Italiana scienze…», 1823, t. 19, p. 234—86;
- Sulla fecondazione delle orchidee, «Riunione degli Scienziati Italiani. Atti», 1846, p. 542—49.